# مؤشر الجودة الشاملة الغذائية
المؤشر العام لجودة التغذية هو نظام تقييم غذائي تم تطويره في مركز أبحاث الوقاية في جامعة يال جريفن. يحدد المؤشر للأطعمة درجة بين 1 و 100 لتعكس القيمة الغذائية الشاملة المقدمة بالنسبة للسعرات الحرارية المستهلكة. وقد تم تسويق النظام تجارياً باسم نوفال، وتم وضع علامة على بعض الأطعمة الاستهلاكية في الولايات المتحدة بقيم المؤشر العام لجودة التغذية باسم «نوفال».